# 地下丝绒
地下丝绒是一个在1964年于纽约成立的乐队。乐队最初的阵容由歌手兼吉他手卢·里德、多乐器手约翰·凯尔、吉他手斯特林·莫里森、和鼓手安格斯·麦克利斯所组成，1965年，莫林·塔克替代了麦克利斯成为乐队的新鼓手，成为了之后乐队唱片的主要演奏者。地下丝绒对摇滚和前卫的融合没有为当时的乐队带来名气和商业上的成功，但在后世，地下丝绒被认为是在地下音乐、实验音乐和另类摇滚中影响力最大的存在之一。地下丝绒的大胆选材、实验性的配器还有歌中虚无主义的态度也在朋克摇滚和新浪潮音乐的发展中举足轻重。
地下丝绒活跃于1965到1973年之间。1966年，波普艺术家安迪·沃霍成为地下丝绒的经纪人，地下丝绒开始作为室内乐队活跃于安迪·沃霍位于纽约的“工厂工作室”和1966-1967年的多媒体活动“爆炸塑胶的必然”中。乐队于1967年和德国女歌手Nico合作，发行了首张专辑《The Velvet Underground & Nico》，这张专辑遭遇了销量和口碑上的双重失败，但在后世广受好评，在发售36年后的2003年被滚石杂志称为“历史上最有前瞻性的专辑”。地下丝绒在之后发布了3张专辑《White Light/White Heat》（1968）、《The Velvet Underground (album)》（1969）和《Loaded (The Velvet Underground album)》（1970），但都反响平平，既没有达到唱片公司的预期，也没有满足队长里德的期望。
1972年，随着里德、莫里森等人的逐渐离队，乐队分崩离析，只剩下1968年在约翰·凯尔离队后加入乐队的道格·尤尔一人支撑，尤尔作为新队长邀请了一些新音乐家，以“地下丝绒”的名义举行了最后两场演出，并在1973年2月发行了最后一张地下丝绒名义的专辑《Squeeze》。由于失去了前成员的参与，这张专辑本质上成为了尤尔的个人专辑。随后乐队正式退役。
地下丝绒的前成员在70、80年代基本保持着良好关系，还会经常进行合作。1985年，前成员们合作发布了一张带有回顾地下丝绒性质的 "稀有 "专辑《VU (album)》。90年代初，里德、凯尔、塔克和莫里森四名乐队重要成员重聚，在1993年进行了一系列广受欢迎的演出，并发行了一张巡演的现场专辑《Live MCMXCIII》。1995年，莫里森去世，剩下的三名前成员在1996年最后一次以乐队的名义在摇滚名人堂入选仪式進行表演。
2004年，地下丝绒在滚石杂志的“人类历史百大最伟大艺术家”中排名19。纽约时报以“可以说是我们这个时代最有影响力的美国摇滚乐队”来评价地下丝绒。

## 历史

### 乐队成立及名称来源（1964–1966）
1964年，后来地下丝绒的歌手兼作曲家兼吉他手，卢·里德，是一名在匹克威克唱片（Pickwick Records）工作的作曲家，并曾与一些活跃时间不长的车库摇滚（garage rock）乐队进行合作演出。里德遇到了后来地下丝绒的多乐器手约翰·凯尔，里德结识的凯尔是一个因为获得了奖学金而移居美国学习古典乐的英国威尔士人。凯尔对于时兴的摇滚乐很感兴趣，当时的凯尔曾和拉蒙特·扬这样的一些实验音乐家共事，还参与过扬的Theatre of Eternal Music乐队演出。凯尔发现，里德在音乐创作中有一股和自己非常相似的实验性倾向，比如里德在吉他创作中经常故意调出“嗡嗡”的噪音来增加氛围感——这些跟实验音乐有关的经验也影响了地下丝绒的早期乐曲风格。
里德和凯尔开始一起排练、一起演出，他们还招募了里德的大学同学吉他手斯特林·莫里森和凯尔在Theatre of Eternal Music结识的鼓手安格斯·麦克利斯组建了四人乐队，并取名为“地下丝绒”（The Velvet Underground）。乐队名称来自于讲述1960年的性亚文化的同名书籍，凯尔的朋友Tony Conrad曾将此书分享给乐队成员。1965年11月，麦克利斯提出以此为乐队的正式名称。得到了其余乐队成员的支持，他們认为这个名字“能让人联想到地下电影”。
乐队开始在纽约市活跃，逐渐得到了有偿表演的机会，可是在决定参演第一次有偿演出时，麦克利斯因为觉得有偿参演是“对艺术的背叛”而退出了乐队，随后，莫里森的朋友Jim Tucker的妹妹莫林·塔克取代麦克利斯成为了地下丝绒的鼓手。乐队的第一次有偿表演得到了75美元的报酬（相当于现在的748美元），在之后还获得了在纽约的Café Bizarre有偿常驻表演的机会，被最早期的观众认为是前途远大的乐队。

### 安迪·沃霍与首张专辑（1966–1967）

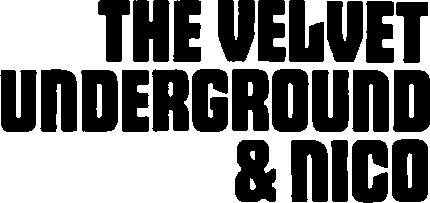
The Velvet Underground & Nico标识

1965年，在得到Barbara Rubin的引荐后，安迪·沃霍成为了地下丝绒的经纪人，并促成了地下丝绒和德国歌手Nico的合作。安迪·沃霍的名声让乐队得到了更多的名气与机会，地下丝绒参加了将安迪·沃霍的电影和乐队演出结合在一起的多媒体路演爆炸塑胶的必然。这次路演从纽约市开始，横跨美国和加拿大的多座城市，直到1967年5月，
1967年3月12日，在安迪·沃霍的推动下，地下丝绒的首张专辑《The Velvet Underground & Nico》在Verve Records发行，其中有3首曲目由Nico演唱。这张专辑以安迪沃霍设计的波普艺术封面而闻名，一张黑黄色的大香蕉皮贴纸被贴在在专辑的封面，旁边写着一行小字“慢慢的剥开我再看看会发生什么”（"Peel slowly and see"），当香蕉皮被撕开以后，粉红色的香蕉仁显现而出。专辑一开始在Billboard Top 200中夺得第171名，商业成绩有成長空间，可很快因为封底的照片陷入版权纠纷而被暂停发行两个月，5月的音乐市场又正好被披头士的佩珀军士的孤独之心俱乐部乐队占据，使专辑在当时变得默默无闻。1982年，布赖恩·伊诺在评价《The Velvet Underground & Nico》时说到，虽然专辑在当年只卖出去三万份，“但每个买了专辑的三万分之一都去成立了乐队。”
此后，乐队成员开始与安迪·沃霍发生冲突，被最终导致安迪·沃霍被解雇。卢·里德在回忆和安迪·沃霍最后的对话时说安迪·沃霍曾在一次谈话中说“你得自己决定你想做什么，你是想只在博物馆和艺术节里面演出呢，还是开始进入一些别的领域？卢，你得考虑一下”于是卢·里德“认真考虑了一下，然后决定开除安迪·沃霍”。Nico也在之后结束了和地下丝绒的合作。

### 第二张专辑与凯尔离队（1968）
离开安迪·沃霍后，史蒂夫·塞斯尼克成为地下丝绒的经纪人，塞斯尼克试图让卢·里德成为乐队领导的举动开始引起约翰·凯尔不满。1967年9月，地下丝绒开始录制第二张专辑《White Light/White Heat》，专辑在1968年6月30日发售，在Billboard Top 200中连续两周保持第199名。
由于乐队的作品持续得不到大众认可，乐队内部产生了发展方向的分歧：约翰·凯尔主张在音乐中增加更多实验性的噪音以及即兴创作，往实验乐队发展，而卢·里德希望转向流行音乐以提高乐队知名度。卢·里德和约翰·凯尔的分歧越来越大，最终，里德在纽约市西村的Riviera Cafe召集了乐队的其余成员莫里森和塔克，提出“要么没有凯尔，要么没有乐队”，在里德强硬的态度下，莫里森和塔克只能不情愿地默许了开除凯尔。1968年9月，凯尔在Boston Tea Party进行了乐队解散前最后一次以乐队名义的演出，随后很快被正式开除。

### 道格·尤尔加入、第三张专辑和美加路演（1969）
在约翰·凯尔被开除后，道格·尤尔很快加入了乐队，成为新的贝斯手和多乐器手，并和乐队一起录制了1969年3月发行的新专辑《The Velvet Underground》，新专辑在里德的主导下，减少了很多前两张专辑里的实验性因素，而更偏向民谣风格。而且与前两张以乐器为主的专辑不同，新专辑许多歌曲提高了人声的重要性，比如"Pale Blue Eyes"、和"After Hours"，"After Hours"也是乐队唯一一首由鼓手莫林·塔克作为主唱的歌。
1969年，地下丝绒频繁往返于美国和加拿大之间进行路演，在路演中一边排练老歌、一边进行新歌首演，还在路演过程录制了专辑《1969: The Velvet Underground Live》，专辑，但专辑直到1974年才被发行。乐队在这期间断断续续地录制了很多新歌，但是因为唱片公司MGM和Verve record因为地下丝绒的歌常年不畅销，便以“和毒品/嬉皮士有关系”为由与地下丝绒解决，并扣下了歌曲母带，其中很多在1985年的专辑《VU》和1986年的专辑《Another View》中才被放出。

### 第四张专辑和里德离队（1970）
1970年，大西洋唱片的子公司Cotillion Records和地下丝绒签约，发行了地下丝绒的最后一张录音室专辑《Loaded》，专辑的名称来源于大西洋照片对乐队要求发行一张“loaded with hits”（满载惊喜）的专辑。
道格·尤尔在《Loaded》的歌曲创作中扮演了更主要的角色，还在卢·里德的鼓励下在四首歌中担任主唱（"Who Loves the Sun"、"New Age"、"Lonesome Cowboy Bill"、"Oh! Sweet Nuthin"），而莫林·塔克因为怀孕而缺席录制，道格·尤尔还在五首歌中担任鼓手。
在《loaded》的录制过程中，地下丝绒在纽约的夜总会Max's Kansas City进行了为期九周（自1970年6月24日到1970年8月28日）的驻场演出，一边表演老歌，一边排练《Loaded》中的新歌，乐队在夜总会的最后一场演出被录制，并在1972年作为演出专辑《Live at Max's Kansas City》由大西洋唱片发行。
在专辑录制过程中，经纪人史蒂夫·塞斯尼克和卢·里德的分歧也开始爆发，最终导致里德在夜总会演出的最后一周决定退出乐队。1970年11月5日，专辑《Loaded》正式发行，里德评价称“我在专辑中将我的满载惊喜全部卸下”。

### 地下丝绒的彻底解散（1970–1973）
在卢·里德离队后，史蒂夫·塞斯尼克试图寻找新的成员来填补空缺，于是贝斯手华特·帕瓦加入了乐队。
乐队为了宣传新专辑，自1970年11月到1971年8月在美国展开了巡演。1971年8月21日，当乐队结束了一场在德克萨斯休士顿的演出，准备返回纽约时，斯特林·莫里森告诉其余乐队成员，自己因为要在德克萨斯大学奥斯汀分校攻读中世纪文学博士学位，而选择退出乐队，留在德克萨斯，莫里森是最后一个离开乐队的乐队创始阵容。在莫里森离开后，威利·亚历山大加入乐队填补莫里森的角色。
1971年，由莫林·塔克、道格·尤尔、华特·帕瓦和威利·亚历山大组成的地下丝绒最后阵容在美国、加拿大、英国和荷兰进行了几场演出，在1971年解散于欧洲。
对《Loaded》的巡演宣传取得成功，地下丝绒在欧洲也取得了一定名气，由此，塞斯尼克和宝丽多唱片达成再发行一张专辑的协议，并和道格·尤尔取得联系，道格·尤尔迅速找到了吉他手Rob Norris、贝斯手George Kay和鼓手Mark Nauseef，再次以地下丝绒为名义组成乐队，虽然这时尤尔有再召回莫林·塔克的打算，但被塞斯尼克以“她太贵了”为理由否决。
1972年秋天，乐队在英国完成录制专辑《Squeeze》，尤尔曾对经纪人塞斯尼克进行抨击，称塞斯尼克“没有钱、没有设备，就这样把第二代乐队丢在英国，让我们自己找路回去。我们没有得到任何金钱回报，他只给了我六张《Squeeze》专辑的拷贝作为报酬。可是当你与ASCAP或者BMI签约的时候是会得到一笔预付款的，他实际上是以我的身份签约，把预付款独吞了。”
1972年底，地下丝绒在尤尔的退出后彻底解散。

### 解散后的前成员生活 (1972–1990)
作为最早离开地下丝绒的主要成员，约翰·凯尔在离队后成为了独立的音乐人，并和Nico合作，负责Nico好几张专辑的制作。卢·里德则在1970年短暂回到在纽约长岛的父母家，在父亲的会计公司当了几个月打字员，随后便在1971年与RCA唱片签约，发行了第一章单人专辑《Lou Reed》。1972年，卢·里德、约翰·凯尔和Nico在巴黎的巴塔克兰剧院重聚，并一起进行演出，这次演出被盗录，在2003年才作为专辑《Le Bataclan '72》被官方发行。此后卢·里德和约翰·凯尔都作为独立音乐人进行创作。
斯特林·莫里森在完成博士学位后，短暂担任了德克萨斯大学奥斯汀分校负责教中世纪文学的教授，然后在休斯顿当了几年的拖船船长。
莫林·塔克则搬到了亚利桑那州凤凰城，和丈夫子女住在一起，专心养育家庭，直到80年代才恢复了一些小规模的演出和录音，期间莫里森也参与了几次塔克乐队的演出。
道格·尤尔和卢·里德进行了几次巡演，还和里德在专辑《Sally Can't Dance》和《Coney Island Baby》进行合作。1976年，尤尔加入了乐队American Flyer，乐队的第一张专辑成绩优秀，在Billboard Top 200夺得第87位，但后续专辑缺乏热度，乐队很快在1978年解散，尤尔也彻底退出了音乐行业，成为了一名橱柜制造商和小提琴制琴师。

### 队员重聚与莫里森之死 (1990–1996)
1987年，安迪·沃霍尔去世，卢·里德和约翰·凯尔在1990年4月11日发行了纪念安迪·沃霍尔的专辑《Songs for Drella》。1990年6月15日，由里德、凯尔、莫里森和塔克组成的乐队经典阵容在卡地亚当代艺术基金会举办的“Warhol/Velvet Underground”展览上重聚，一起演绎了地下丝绒的经典歌曲《Heroin》，引出了地下丝绒在之后的第一次也是最后一次重聚巡演，
1993年6月1日，乐队经典阵容在爱丁堡开始了一次欧洲巡演，还在U2乐团的Zoo TV巡演中担任了五天的助演，在欧洲巡演的成功中，经典阵容回到美国的巡演和新专辑的创作被构想提议，但也都因为随后里德和凯尔的矛盾而破产，两人再次发誓永不再与对方合作。
1995年8月30日，斯特林·莫里森去世，享年53岁。1996年，乐队的经典阵容入选摇滚名人堂，里德、塔克和凯尔最后一次重组地下丝绒乐队，在颁奖典礼表演了为纪念莫里森而写的《Last Night I Said Goodbye to My Friend》。

### 现代活动
2009年12月，为纪念乐队成立45周年，里德、塔克和尤尔罕见地在纽约公共图书馆重聚，并接受采访。
地下丝绒继续作为乐队的合作企业存在，为乐队前成员管理财务、版权和回忆录，乐队前四张专辑的45周年纪念版陆续发行。2012年1月，乐队成员对安迪沃霍尔视觉艺术基金会提起法律诉讼，指控其未经授权使用首张专辑的香蕉设计。
2013年10月27日，卢·里德在他位于纽约南安普敦的家中去世，享年71岁，里德在去世前接受了肝脏移植手术。约翰·凯尔回应称“世界失去了一位优秀的作曲家和诗人……而我失去了我原来的校园好友”。
2017年，两位仅存的乐队原始阵容成员约翰·凯尔和莫林·塔克在“Grammy Salute to Music Legends”演唱会上表演了经典曲目《I'm Waiting for the Man》。

## 轶事

### 地下丝绒与天鹅绒革命
捷克共和国首任总统瓦茨拉夫·哈维尔是地下丝绒的忠实粉丝，天鹅绒革命（“The Velvet Revolution”）的名字也和地下丝绒的乐队名有着巧合，卢·里德在一次采访中提到天鹅绒革命之所以取名“天鹅绒（The Velvet）”是因为当时捷克斯洛伐克的持不同政见者都听过地下丝绒的歌。
在哈维尔当选总统后，卢·里德在布拉格拜访了哈维尔。1998年9月16日，应哈维尔的要求，里德在白宫参加了比尔·克林顿为哈维尔举行的国宴演出。

## 乐队成员
| 经典阵容 - 卢·里德 – 主唱、吉他手 (1965–1970, 1990, 1992–1993, 1996), piano (1968–1970) (2013年去世) - 约翰·凯尔 – 提琴手、贝斯手、键盘手、伴唱 (1965–1968, 1990, 1992–1993, 1996) - 斯特林·莫里森 – 吉他手、伴唱 (1965–1971, 1990, 1992–1993), bass guitar (1965–1970, 1990, 1992–1993) (1995年去世) - 莫林·塔克 – 鼓手、打击乐手 (1965–1972, 1990, 1992–1993, 1996) vocals (1968–1972) | 前成员 - Angus MacLise – 打击乐手 (1965) (1979年去世) - Doug Yule – 主唱 (1968–1973), 吉他手 (1970–1973), 贝斯手 (1968–1970, 1972–1973), 键盘手 (1968–1971, 1972–1973) - Walter Powers (musician)\|Walter Powers – 贝斯手、伴唱 (1970–1972) - Billy Yule – 鼓手、打击乐手 (1970 (代替休产假的莫林·塔克), 1973,) - Willie Alexander – 键盘手、伴唱 (1971–1972) |

## 音乐作品

### 专辑

#### 录音室专辑
| 年份 | 专辑                          |
| ---- | ----------------------------- |
| 1967 | The Velvet Underground & Nico |
| 1968 | White Light/White Heat        |
| 1969 | The Velvet Underground        |
| 1970 | Loaded                        |
| 1973 | Squeeze                       |

#### EP和单曲
| 年份 | 歌（A面或B面） | 收录专辑                      |
| ---- | --- | ----------------------------- |
| 1966 | "All Tomorrow's Parties" (edit) b/w "I'll Be Your Mirror"                                                             | The Velvet Underground & Nico |
| 1966 | "Sunday Morning" b/w "Femme Fatale" (FRA #174)                                                                        | The Velvet Underground & Nico |
| 1968 | "White Light/White Heat" b/w "Here She Comes Now"                                                                     | White Light/White Heat        |
| 1968 | "I Heard Her Call My Name" b/w "Here She Comes Now"                                                                   | White Light/White Heat        |
| 1969 | "What Goes On" (edit) b/w "Jesus"                                                                                     | The Velvet Underground        |
| 1969 | "The Velvet Underground" (radio ad distributed to radio stations with excerpts from The Velvet Underground)           | The Velvet Underground        |
| 1971 | "Who Loves The Sun" b/w "Oh! Sweet Nuthin'"                                                                           | Loaded                        |
| 1971 | "Who Loves The Sun (mono)" b/w "Who Loves The Sun (stereo)"                                                           | Loaded                        |
| 1971 | "Who Loves The Sun" b/w "Sweet Jane" (UK-only release)                                                                | Loaded                        |
| 1973 | "Sweet Jane" b/w "Rock and Roll" (FRA #96)                                                                            | Loaded                        |
| 1973 | "I'm Waiting for the Man" b/w "Run Run Run" b/w "Candy Says" (UK-only release)                                        | Loaded                        |
| 1973 | "I'm Waiting for the Man" b/w "Candy Says" b/w "White Light/White Heat" (NLD-only release)                            | Loaded                        |
| 1985 | "Foggy Notion" (edit) b/w "I Can't Stand It" (promo)                                                                  | VU                            |
| 1988 | "I'm Waiting for the Man" b/w "Heroin" (UK-only release)                                                              | non-album singles             |
| 1988 | "Venus In Furs" b/w "All Tomorrow Parties" (UK-only release)                                                          | non-album singles             |
| 1993 | "I'm Waiting for the Man" b/w "Pale Blue Eyes" b/w "White Light/White Heat" b/w "Sweet Jane" (UK-only release, promo) | non-album singles             |
| 1993 | "Venus In Furs" b/w "I'm Waiting For The Man" (FRA-only release)                                                      | Live MCMXCIII                 |
| 1994 | "Venus in Furs" (live edit) b/w "Sweet Jane" (Live), "Heroin" (Live), "I'm Waiting for the Man" (Live) (UK #71)       | non-album singles             |
| 2009 | "We're Gonna Have A Real Good Time Together" b/w "If You Close The Door (After Hours)"                                | non-album singles             |

#### 现场专辑
| 年份 | 专辑                              |
| ---- | --------------------------------- |
| 1972 | Live at Max's Kansas City         |
| 1974 | 1969: The Velvet Underground Live |
| 1993 | Live MCMXCIII                     |
| 2001 | Final V.U. 1971–1973              |
| 2001 | The Quine Tapes                   |
| 2015 | The Complete Matrix Tapes         |

### 精选辑
| 年份 | 专辑                                                            |
| ---- | --------------------------------------------------------------- |
| 1971 | Andy Warhol's Velvet Underground featuring Nico                 |
| 1973 | Velvet Underground                                              |
| 1985 | VU                                                              |
| 1986 | Another View                                                    |
| 1989 | The Best of The Velvet Underground: Words and Music of Lou Reed |
| 1991 | Chronicles                                                      |
| 1995 | The Best of Lou Reed & The Velvet Underground                   |
| 1997 | Fully Loaded                                                    |
| 2000 | The Best of The Velvet Underground: The Millennium Collection   |
| 2001 | Rock and Roll: An Introduction to The Velvet Underground        |
| 2002 | The Velvet Underground & Nico (Deluxe Edition)                  |
| 2003 | The Very Best of the Velvet Underground                         |
| 2005 | Gold                                                            |
| 2008 | Playlist Plus                                                   |

#### 套装
| 年份 | 专辑                                           |
| ---- | ---------------------------------------------- |
| 1993 | What Goes On                                   |
| 1995 | Peel Slowly and See                            |
| 2012 | The Velvet Underground & Nico 45th Anniversary |
| 2013 | White Light/White Heat 45th Anniversary        |
| 2014 | The Velvet Underground 45th Anniversary        |
| 2015 | Loaded 45th Anniversary                        |

## 外部連結
- The Velvet Underground Web Page
- "Style It Takes" (John Cale on Studio 360 radio program from June 2, 2006); MP3 file; John Cale performing "Style It Takes" (talking about Andy Warhol, the subject of that song).
- "Loop" from Issue 3 of Aspen magazine (December 1966)（页面存档备份，存于）.